# Robert Webber
Robert L. Webber (Santa Ana, Kalifornia, 1924. október 14. – Malibu, Kalifornia, 1989. május 19.) amerikai színész.

## Fiatalkora
Webber a Kaliforniai Santa Anaban született, édesanyja Alice és édesapja Robert Webber, aki egy kereskedelmi tengerész volt. Webber az Oakland Műszaki Középiskolában tanult és végzett, és az Egyesült Államok Tengerészgyalogságában szolgált Guamon és Okinaván a második világháború idején.

## Pályafutása
Pályáját 1950-ben kezdte tévésorozatokban. Első ismert szerepe az 1957-ben készült Tizenkét dühös ember című film volt, melyben Henry Fondával együtt tűnt fel. Ezt követően rengeteg film és tévésorozatban szerepelt. 1967-ben egy tábornokot játszott A piszkos tizenkettőben, majd 1975-ben a Piedone Hongkongban, amelyben Sam Accardot formálta meg, akiről később kiderült hogy ő volt a kábítószeres bűnszervezet vezetője, és a nápolyi rendőrség besúgója, akit végül Rizzó felügyelő (Bud Spencer) elkapott.
További ismert filmes szerepei közé tartozik az 1976-os A Midway-i csata, az 1978-as A rózsaszín párduc bosszúja, Peter Sellerssel, az 1980-as Benjamin közlegényben Goldie Hawnal, végezetül pedig Bruce Willis és Cybill Shepherd mellett volt még látható A simlis és a szende c. sorozatban.

## Magánélete
Webber 1953. október 1-jén feleségül vette Miranda "Sammy" Jones színésznő és modellt és akitől később elvált 1958 júliusában. 1972. április 23-án ismét megnősült és második neje Del Mertens lett. Ez a házassága már a haláláig tartott. Webber, 1989. május 19-én halt meg 64 évesen Lou Gehrig-betegségben a Kaliforniai Malibuban.

## Filmográfia
- 1987 – Call girl ötszázért (Nuts)
- 1986 – A bérgyilkos (Assassin) ... Calvin Lantz
- 1985 – A simlis és a szende sorozat (Moonlighting) ... Alexander Hayes
- 1985 – Vadlibák – Rudolf Hess elrablása (Wild Geese II)
- 1983 – Airport 2000 (Starflight One) ... Felix Duncan
- 1982 – Gyilkos optika (Wrong Is Right) ... Harvey
- 1982 – Titkos mélységek (Not Just Another Affair) ... Wally Dawson professzor
- 1981 – S. O. B. (S.O.B.) ... Ben Coogan
- 1980 – Benjamin közlegény (Private Benjamin)
- 1979 – Bátorság, fussunk! (Courage fuyons)
- 1979 – Bombanő (10)
- 1978 – A derbi sztárja (Casey's Shadow) ... Mike Marsh
- 1978 – A Rózsaszín Párduc bosszúja (Revenge of the Pink Panther) ... Philippe Douvier
- 1976 – A midwayi csata (Midway) ... Frank J. "Jack" Fletcher
- 1975 – Piedone Hongkongban (Piedone a Hong Kong) ... Sam Accardo
- 1974 – Leszámolás Mexikóban (Bring Me the Head of Alfredo Garcia)
- 1970 – The Great White Hope
- 1969 – A nagy zsozsó (The Big Bounce) ... Bob Rodgers
- 1967 – A piszkos tizenkettő (The Dirty Dozen) ... Denton tábornok
- 1966 – Agyafúrt kasszafúró (Dead Heat On A Merry-Go-Round) ... Milo Stewart
- 1966 – Célpontban (Harper) ... Dwight Troy
- 1965 – Szalonka (The Sandpiper) ... Ward Hendricks
- 1965 – Hisztéria
- 1963 – A vetkőző (The Stripper)
- 1957 – Tizenkét dühös ember (12 Angry Men)